# غونغبي (عمارة إسلامية)
غونغبي (بالصينية: 拱北; البينيين: Gǒngběi)، من گنبد، وتعني "قبة")، (بالإنجليزية:Gongbei (Islamic architecture)، بالفرنسية: Gongbei (lieu saint)): هو مصطلح يستخدمه مسلمو هوي وأويغور في شمال غرب الصين؛ للإشارة إلى عمارة إسلامية تركز حول مقبرةمرشد صوفي أو ولي، وهو عادةً مؤسس لـمنهوان (طريقة صوفية صينية). عادة ما يكون القبر نفسه متوجًا بقبة. يمكن العثور على مرافق إسلامية مماثلة لنفس الغرض، والمعروفة باسمدركاه أوتربة (مرقد)، في العديد من المناطق الأخرى في العالم الإسلامي.
بين عامي 1958 و1966، تم تدمير العديد من الأضرحة والمقابر الصوفية في نينغشيا وفي جميع أنحاء شمال غرب الصين بشكل عام، حيث اعتبرتها حكومة الصين والحزب الشيوعي الصيني بمثابة بقايا من النظام "الإقطاعي" القديم والرموز التي حاولت الثورة الشيوعية الصينية (1946-1950) محوها من خلال سلسلة من الحملات المناهضة للدين في الصين، وكذلك لأسباب عملية. وبمجرد الاعتراف بالحق في حرية الاعتقاد مرة أخرى في ثمانينيات القرن العشرين، وعودة جزء كبير من الأراضي إلى سيطرة المزارعين الأفراد، غالبًا ما أعيد بناء الـغونغبي المدمرة مرة أخرى.

## انظر ايضا
- الإسلام في الصين